# Hoya callistophylla
Hoya callistophylla ist eine Pflanzenart der Gattung der Wachsblumen (Hoya) aus der Unterfamilie der Seidenpflanzengewächse (Asclepiadoideae). Die Art ist bisher nur von Sabah (Borneo, Malaysia) bekannt.

## Merkmale
Hoya callistophylla ist ein kletternde Rankpflanze, die sich mit Wurzeln an den umrankten Bäumen anwurzelt. Die Triebe sind kahl und werden bis etwa 5 m lang. Die Blätter sind gegenständig und gestielt. Die oft gekrümmten Blattstiele sind 10 bis 3 cm lang und messen 5 mm im Durchmesser. Sie sind bräunlich und besitzen eine raue Oberfläche. Die elliptischen bis lanzettlichen Blattspreiten sind 15 bis 25 cm lang und 4 bis 9 cm breit. Der Apex ist gespitzt, die Basis keilförmig. Sie sind ledrig-hart und dünn mit einer matten Oberfläche. Die Nervatur ist dunkelgrün, während das Blatt hellgrün ist. Die Nervatur tritt daher prominent in Erscheinung. Die 8 bis 10 Sekundärrippen stehen mit einem Winkel von etwa 60° bis 80° auf der Mittelrippe. Die Ränder sind kräftig, scharf und etwas unregelmäßig. Bei Verletzung sondern Triebe und Blätter einen weißen Milchsaft ab.
Die doldenförmigen Blütenstände stehen aufrecht, sind oberseits halbkugelig und enthalten 20 bis 40 Blüten. Der Blütenstandsstiel wird 1 bis 3 cm lang (bei Beginn der Blütenöffnung) bei einem Durchmesser bis 3 mm. Die grünlich-bräunlichen Blütenstandsstiele persistieren, an ihnen bildet sich in der nächsten Blühperiode erneut ein Blütenstand. Die Blütenstiele haben 1 mm Durchmesser und sind 0,5 bis 2 cm lang. Die flache bis leicht zurück gebogene Blütenkrone hat einen Durchmesser von 0,8 bis 1 cm. Die Kelchblätter sind 1 mm breit, 2 mm lang und zugespitzt. Sie sind papillös und gelblich gefärbt mit rötlichen Flecken. Die Kronblattzipfel sind eiförmig-dreieck mit spitz zulaufendem Apex. Sie sind in der inneren Hälfte gelblich, die äußere Hälfte ist rot. Die Spitzen der Zipfel und die Ränder sind meist etwas eingerollt. Sie sind innen und außen kahl oder fein papillös. Die weißliche Nebenkrone misst 5 mm im Durchmesser. Die Zipfel der Nebenkrone sind dreieckig, die Zipfelenden sind leicht nach oben gebogen. Früchte und Samen wurden bisher nicht beobachtet. Die Blüten bleiben nur einen Tag während des Tageslichts offen. Sie haben einen angenehmen (pleasant oder mild fragrance) Duft. Die Früchte sind 11 bis 12 cm lang bei einem Durchmesser von 5 bis 6 mm.

## Ähnliche Art
Die Art ist wohl näher mit Hoya finlaysonii Wight von Penang (Malaysia) verwandt, die eine ähnlich prominente Blattnervatur aufweist. Das Muster der Blattnervatur unterscheidet sich jedoch von dieser Art, und auch die Nebenkronenzipfel sind dreieckig und an den Spitzen leicht nach unten gebogen.

## Geographische Verbreitung und Habitat
Die Art ist bisher nur von den malaysischen Bundesstaaten Sabah und Sarawak sowie von Brunei und Kalimantan (Indonesien) auf der Insel Borneo bekannt. Sie kommt dort in offenen Dipterocarp- und Berglandheide-Regenwäldern auf Podsolen auf 300 bis 600 m über Meereshöhe sowie Wäldern auf ultramafischen Gesteinen bis 1000 m über Meereshöhe vor.

## Taxonomie
Die Art wurde von Ted Green 2000 erstmals beschrieben. Der Holotyp wird im Bishop Museum, Honolulu, Oahu, Hawaii aufbewahrt unter der Nr. Ted Green No. 201 ex hort. Der ursprüngliche Steckling stammte von Nabawan, Sabah (Östliches Malaysia).
Die Datenbank Plants of the World online akzeptiert Hoya callistophylla als gültiges Taxon.